# Resolución 1415 del Consejo de Seguridad de las Naciones Unidas
La resolución 1415 del Consejo de Seguridad de las Naciones Unidas, aprobada por unanimamente el 30 de mayo de 2002, tras examinar un informe del Secretario General Kofi Annan sobre la Fuerza de las Naciones Unidas de Observación de la Separación (FNUOS), alargó su mandato por siete meses más, hasta el 31 de diciembre de 2002.
La resolución instó a las partes implicadas a aplicar inmediatamente la Resolución 338 (1973) y solicitó al Secretario General que presentara un informe sobre la situación al final de ese período.
En el informe del Secretario General presentado de conformidad con la resolución anterior sobre la FNUOS se afirma que la situación entre Israel y Siria se ha mantenido tranquila y no han ocurrido incidentes graves, aunque la situación en  Oriente Medio en su conjunto sigue siendo peligrosa hasta que se pueda llegar a un acuerdo. Incluso, las minas terrestres en la zona de separación también eran una graveamenaza para el personal de la FNUOS.